# Chuột sóc tai nhỏ
Chuột sóc tai nhỏ (danh pháp hai phần: Graphiurus microtis) là một loài động vật gặm nhấm thuộc họ Chuột sóc. Loài này được tìm thấy ở Angola, Botswana, Eritrea, Ethiopia, Kenya, Lesotho, Malawi, Mozambique, Namibia, Nam Phi, Sudan, Swazi, Tanzania, Zambia và Zimbabwe.